# Clifton, Ohio
Clifton là một làng thuộc quận Greene, tiểu bang Ohio, Hoa Kỳ. Năm 2010, dân số của làng này là 152 người.

## Dân số
- Dân số năm 2000: 179 người.
- Dân số năm 2010: 152 người.